# Martha Patricia Haynes
Martha Patricia Haynes (Boston, 1 de janeiro de 1951) é uma astrônoma estadunidense. É especialista em radioastronomia e astronomia extragalática.
Recebeu a Medalha Henry Draper de 1989 por sua colaboração com Riccardo Giovanelli usando radiotelescópios para mapear a distribuição de galáxias no universo. É professora da cátedra Goldwin Smith de astronomia da Universidade Cornell.

## Publicações selecionadas
- Haynes, M. P. e R. Giovanelli. "Large-Scale Structure in the Local Universe: The Pisces-Perseus Supercluster." In Large-Scale Motions in the Universe, V. C. Rubin and G. F. Coyne, eds. (Princeton: Princeton University Press, 1988), 45.
- Haynes, M. P. "Evidence for Gas Deficiency in Cluster Galaxies." In Clusters of Galaxies, W. R. Oegerle, M. J. Fitchett, and L. Danly, eds. (New York: Cambridge University Press, 1990), 177.
- Vogt, N. P., T. Herter, M. P. Haynes e S. Courteau. "The Rotation Curves of Galaxies at Intermediate Redshift." Ap. J. Letters 415 (1993).
- Roberts, M. S. e M. P. Haynes. "Variation of Physical Properties along the Hubble Sequence." Ann. Rev. Astron. Ap. 32, 115 (1994).
- Haynes, M. P. e A. H. Broeils. "Cool HI Disks in Galaxies." In Gas Disks in Galaxies, J. M. van der Hulst, ed. (New York: Springer-Verlag, 1995).[1]